# Brooklyn Decker
Brooklyn Danielle Decker Roddick, född 12 april 1987 i Kettering, Ohio, är en amerikansk fotomodell och skådespelare. Hon medverkar bland annat i filmerna Min låtsasfru (2011), Battleship (2012) och What to Expect (2012). 2015–2022 spelade hon rollen som Mallory Hanson i dramakomedin Grace and Frankie.
Decker är sedan 2009 gift med före detta tennisspelaren Andy Roddick. Paret har två barn.